# Hulteniella integrifolia
 Hulteniella integrifolia  (Richardson) Tzvelev, 1987 è una specie di piante angiosperme dicotiledoni della famiglia delle Asteraceae, sottofamiglia Asteroideae,  tribù Anthemideae (clade Asian-southern African grade) e sottotribù Artemisiinae.  Hulteniella integrifolia è anche l'unica specie del genere  Hulteniella  Tzvelev, 1987.

## Etimologia
Il nome generico (Hulteniella) è stato dato in onore di Eric Hultén (1894–1981), botanico svedese, specialista della flora circumpolare.  L'epiteto specifico ( integrifolia) indica che i margini fogliari sono interi (non dentati).
Il nome scientifico della specie è stato definito dai botanici John Richardson (1787-1865) e Nikolai Nikolaievich Tzvelev (1925-2015) nella pubblicazione " Arkticheskaia Flora SSSR. Akademiia nauk SSSR, Botanicheskiĭ institut imeni V.L. Komarova. Moscow; Leningrad" ( Arktichesk. Fl. SSSR 10: 118) del 1987. Il nome scientifico del genere è stato definito nella stessa pubblicazione.

## Descrizione
Portamento. La specie di questa voce è un'erba perenne. L'indumento consiste in brevi peli medifissi.
Fusto. La parte aerea in genere è eretta e semplice (fusti fioriti da 1 a 10) da villosi a lanosi. La parte sotterranea consiste in rizomi legnosi (1 - 3 mm di diametro). Altezza media: 1 - 12 cm.
Foglie. Le foglie lungo il caule sono disposte in modo alterno, sessile con lamina intera. Alla base sono rosulate. Alla base sono presenti delle foglie marcescenti. Dimensione delle foglie: 4 - 18 x 0,8 - 1,2 mm.
Infiorescenza. Le sinflorescenze sono formate da capolini solitari. Le infiorescenze vere e proprie sono composte da un capolino terminale peduncolato di tipo radiato. I capolini sono formati da un involucro, con forme da meniscoidi a emisferiche, composto da 20 - 26 brattee, al cui interno un ricettacolo fa da base ai fiori di due tipi: fiori del raggio e fiori del disco. Le brattee, piatte, verdi, con forme da oblunghe a lanceolate e a consistenza erbacea, sono disposte in modo più o meno embricato su più serie (da 3 a 4). Il ricettacolo, con forme da convesse a coniche e peloso, è sprovvisto di pagliette avvolgenti la base dei fiori. Le brattee al margine scariose e colorate di bruno. Diametro degli involucri: 4 - 6 mm.
Fiori.  I fiori sono tetra-ciclici (formati cioè da 4 verticilli: calice – corolla – androceo – gineceo) e pentameri (calice e corolla formati da 5 elementi). Si distinguono in:
- fiori del raggio (esterni): da 11 a 19 per capolino, sono femminili, fertili e sono disposti su una serie; la forma è ligulata (zigomorfa);
- fiori del disco (centrali): sono più numerosi (da 60 a 80) con forme brevemente tubulose (attinomorfe); sono ermafroditi fertili.

- Formula fiorale:

*/x K {\displaystyle \infty }, [C (5), A (5)], G 2 (infero), achenio
- Calice: i sepali del calice sono ridotti ad una coroncina di squame.

- Corolla:

- fiori del raggio: la forma della corolla alla base è più o meno tubulosa-imbutiforme, mentre all'apice è ligulata con forme obovate; la ligula può terminare con alcuni denti; il colore è bianco;
- fiori del disco: la forma è tubulare bruscamente divaricata (con forme campanulate) in 5 lobi; i lobi, patenti o eretti, hanno una forma deltata o più o meno lanceolata; il colore in genere è giallo.

- Androceo: l'androceo è formato da 5 stami (alternati ai lobi della corolla) sorretti da filamenti generalmente liberi e sottili; gli stami sono connati e formano un manicotto circondante lo stilo. Le antere possono essere sia di tipo basifissa che medifissa (ossia attaccate al filamento per la base – nel primo caso; oppure in un punto intermedio – nel secondo caso).[13] Questa caratteristica ha valore tassonomico in quanto distingue i generi gli uni dagli altri. Normalmente le antere variano da ottuse (arrotondate) a leggermente appuntite alla base (o anche caudate); in alcune piante le appendici sono triangolari, lineari o ellittiche. Il tessuto endoteciale (rivestimento interno dell'antera) non è polarizzato. Il polline è sferico con un diametro medio di circa 25 micron;  è tricolporato (con tre aperture sia di tipo a fessura che tipo isodiametrica o poro) ed è più o meno echinato (con punte sporgenti).

- Gineceo: l'ovario è infero uniloculare formato da 2 carpelli. Lo stilo (il recettore del polline) è profondamente bifido (con due stigmi divergenti) e con le linee stigmatiche marginali separate o contigue. I due bracci dello stilo hanno una forma troncata e possono essere papillosi o ricoperti da ciuffi di peli.

Frutti. I frutti sono degli acheni senza pappo. Gli acheni hanno una forma da ellissoide a obovoide con 5 pallide nervature o coste; l'apice in genere è arrotondato con un anello apicale con 6 - 12 denti (pseudopappo). Il pericarpo è privo di cellule mucillaginifere e di sacche di resina. Dimensione degli acheni: 1,5 - 2 mm.

## Biologia
Impollinazione: tramite insetti (impollinazione entomogama tramite farfalle diurne e notturne).

Riproduzione: la fecondazione avviene fondamentalmente tramite l'impollinazione dei fiori.

Dispersione: i semi cadono a terra e vengono dispersi soprattutto da insetti come formiche (disseminazione mirmecoria). Un altro tipo di dispersione è zoocoria: gli uncini delle brattee dell'involucro (se presenti) si agganciano ai peli degli animali di passaggio che portano così i semi anche su lunghe distanze. Inoltre per merito del pappo (se presente) il vento può trasportare i semi anche per alcuni chilometri (disseminazione anemocora).

## Distribuzione e habitat
La specie di questa voce è distribuita nel Nord America e in alcune zone della Siberia. L'habitat tipico sono le zone alpine, i siti ghiaiosi, la tundra artica, le aree da umide a ben drenate e quelle esposte con basso contenuto organico. Raramente queste piante si trovano su spiagge marine o aree esposte a nebbia salina.

## Sistematica
La famiglia di appartenenza di questa voce (Asteraceae o Compositae, nomen conservandum) probabilmente originaria del Sud America, è la più numerosa del mondo vegetale, comprende oltre 23.000 specie distribuite su 1.535 generi, oppure 22.750 specie e 1.530 generi secondo altre fonti (una delle checklist più aggiornata elenca fino a 1.679 generi). La famiglia attualmente (2021) è divisa in 16 sottofamiglie; la sottofamiglia Asteroideae è una di queste e rappresenta l'evoluzione più recente di tutta la famiglia.

### Filogenesi
l gruppo di questa voce è descritto nella tribù Anthemideae, una delle 21 tribù della sottofamiglia Asteroideae). In base alle ultime ricerche nella tribù sono stati individuati (provvisoriamente) 4 principali lignaggi (o cladi): "Southern hemisphere grade", "Asian-southern African grade", "Eurasian grade" e "Mediterranean clade". Il genere  Hulteniella (insieme alla sottotribù Artemisiinae) è incluso nel clade Asian-southern African grade..
Da un punto di vista filogenetico il genere Hulteniella occupa, nell'ambito della sottotribù, una posizione basale insieme ai generi Artemisiella ,  Brachanthemum, Hippolytia, Lepidolopha, Leucanthemella  e Nipponanthemum . In tassonomie precedenti il genere di questa voce era descritto all'interno del "Ajania Group". Alcune checklist considerano la specie di questa voce sinonimo di Chrysanthemum integrifolium Richardson . In alcuni testi la grafia di Hulteniella integrifolia è Hulteniella integrifolium.
I caratteri distintivi della specie  Hulteniella integrifolia sono:
- le foglie sono intere, strettamente lineari;
- i fiori del raggio sono fertili;
- il ricettacolo è sparsamente peloso.

Il numero cromosomico della specie è: 2n = 18.